# Catia La Mar
Catia La Mar – miasto w Wenezueli, w stanie Vargas, obok którego w sąsiedniej miejscowości Maiquetía, znajduje się główny lotnisko tego kraju.
W mieście rozwinął się przemysł spożywczy, skórzany oraz odzieżowy.